# Fælledhallen (Skanderborg)
Fælledhallen er et idrætsanlæg i Skanderborg på Frueringvej 3. Hallen bliver til dagligt brugt af de lokale håndboldligahold, Skanderborg Håndbold og Skanderborg Aarhus Håndbold. Hallen har cirka plads til 2.000 tilskuere.
Hallen, med tilnavnet "Orangeriet" blev i oktober 2016 åbnet, som er opført i forbindelse med Skanderborgs nye rådhus..

## Eksterne kilder og henvisninger
1. ↑  Skanderborg siger farvel til "Cigaræsken" med et brag af en fest Arkiveret 22. oktober 2016 hos  Wayback Machine dr.dk 20. okt. 2016

|  | Denne artikel om en bygning eller et bygningsværk kan blive bedre, hvis der indsættes et (bedre) billede. Du kan hjælpe ved at afsøge Wikimedia Commons for et passende billede eller lægge et op på Wikimedia Commons med en af de tilladte licenser og indsætte det i artiklen. |

56°02′58″N 9°57′47″Ø / 56.04949°N 9.96314°Ø